# 螺旋

螺旋（右手回り）

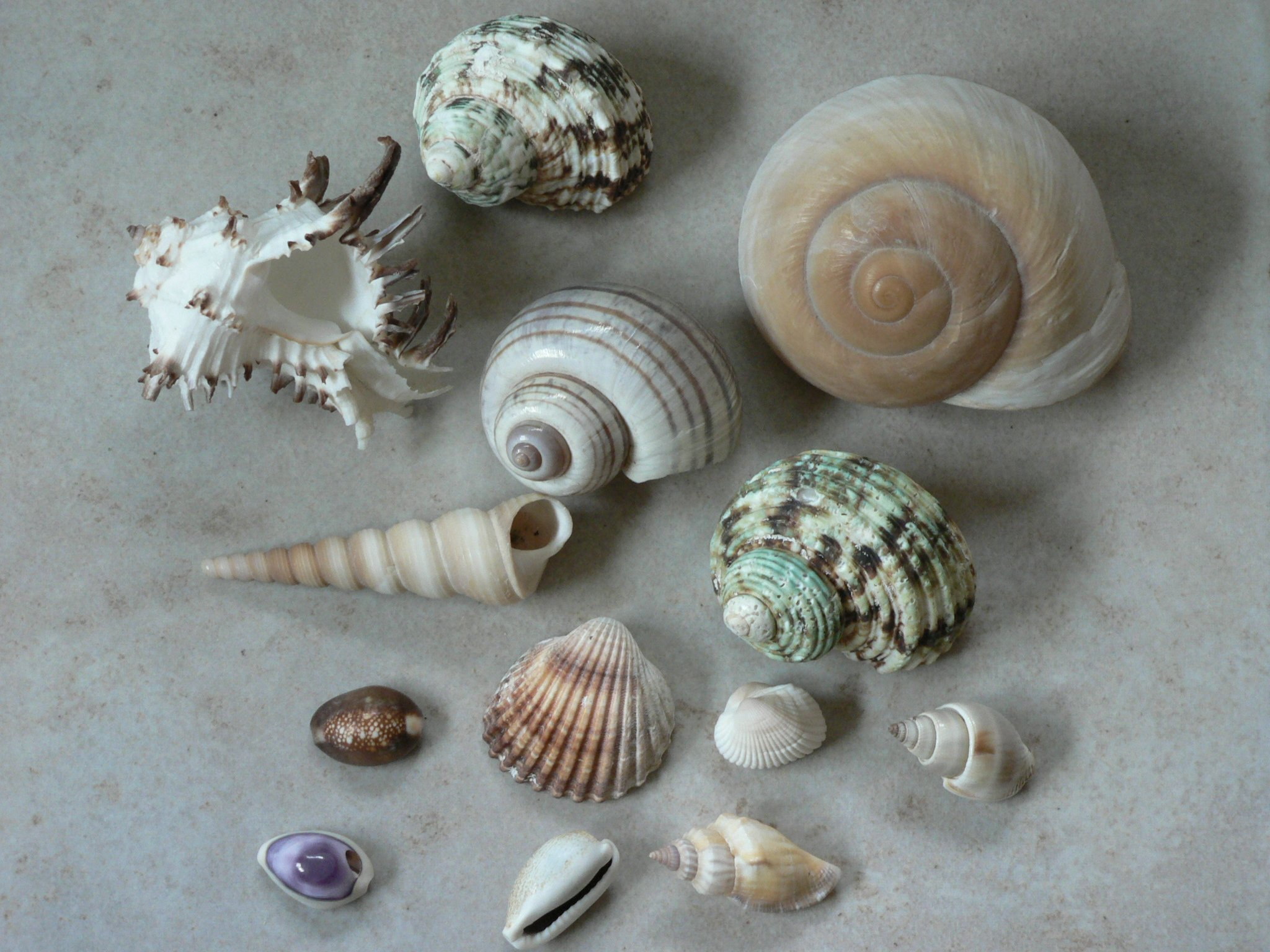
巻き貝類の多くは螺線構造をもっている

螺旋（らせん、羅: helice, 英: helix）とは、3次元曲線の一種で、回転しながら回転面に垂直成分のある方向へ移動（上昇または下降）する曲線である。螺線（らせん）とも。英語の helix はギリシャ語の ἕλιξ が語源で、ラテン語の helice（ヘリケー）を経由して英語に導入された。「螺」は「ラ」「にし」と読み、タニシ（田螺）やサザエ（栄螺）のような巻き貝の貝殻を意味する。
2次元曲線の渦巻も螺旋・螺線と呼ぶことがある。渦巻と区別するために、3次元曲線の螺旋を弦巻線または蔓巻線（つるまきせん）と呼ぶことがある。
日本の数学界では、慣用的に螺旋を弦巻線、螺線を渦巻線の意味で使っている。
以下では弦巻線(ヘリックス）について述べる。

## 数学的表現
媒介変数 {\displaystyle \theta \,} を使って次のように表せる。{\displaystyle \,ab>0}では右手回りを表す。
{\displaystyle x=a\cos \theta \,}
{\displaystyle y=a\sin \theta \,}
{\displaystyle z=b\theta \,}
円筒座標を使えば、もっと単純に表せる。
{\displaystyle r=a\,}
{\displaystyle z=b\theta \,}
上記の設定の場合、曲率 {\displaystyle \kappa } 及び捩率 {\displaystyle \tau } はそれぞれ
{\displaystyle {\begin{aligned}\kappa &={a \over a^{2}+b^{2}}\\\tau &={b \over a^{2}+b^{2}}\end{aligned}}}
となる。

## 渦巻と螺旋

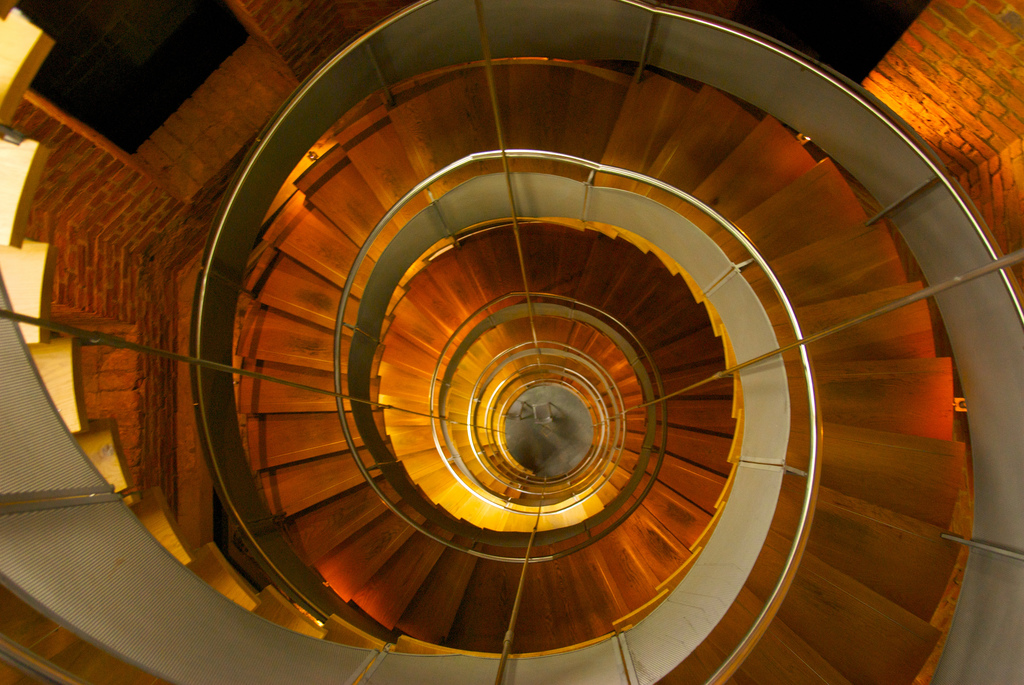
螺旋を平面に投影すると渦巻となる。

日本では螺旋をヘリックスではなくスパイラルと捉えていることが多く、日常的にも定着している。
ヘリックスとスパイラルの混同は英語でも見られる。例えば、螺旋階段の英語表記は「helix staircase」だけでなく「spiral staircase」もある。
また、螺旋を平面に投影すると、渦巻の一種の双曲螺旋となる。
|          | 渦巻                                                               | 螺旋（弦巻線）                                                |
| -------- | ------------------------------------------------------------------ | ------------------------------------------------------------- |
| 英語     | spiral                                                             | helix                                                         |
| ラテン語 | spira                                                              | helice                                                        |
| 次元     | 2次元曲線                                                          | 3次元曲線                                                     |
| 例       | 蚊取り線香（一様螺線）、アンモナイトの殻（対数螺線）、ロールケーキ | アサガオのつる、コイルばね（常螺旋）、DNA（二重螺旋）、ねじ山 |

なお、各種の代数螺旋や対数螺旋も英語ではスパイラルと呼ばれている。
- 代数螺旋 - 代数的な式で表される螺旋を代数螺旋という（以下参照）[2]。
  - アルキメデスの螺旋（Archimedes' spiral）
  - 放物螺旋（Parabolic spiral）
  - 双曲螺旋（hyperbolic spiral）
  - リチュース螺旋
- 対数螺旋（logarithmic spiral） - 等角螺旋（equiangular spiral）やベルヌーイの螺旋ともいう[2]。特に黄金比に関連するものを黄金螺旋（golden spiral）という[2]。

## 螺旋の例

### 一覧
- ねじの山と溝
- つる植物のつる
- 螺旋階段
- ソレノイド
- コイル
- コイルばね
- ドリル
- 螺旋状の分子
  - DNA分子
  - アミロース分子（でんぷんの一種）
  - タンパク質のαヘリックス構造
- スクリューやプロペラの軌跡
- 三色ねじり棒（理容店のサイン）
- 銃および砲における、回転により弾道を安定させ直進性を図るためのライフリング（溝）

### ギャラリー

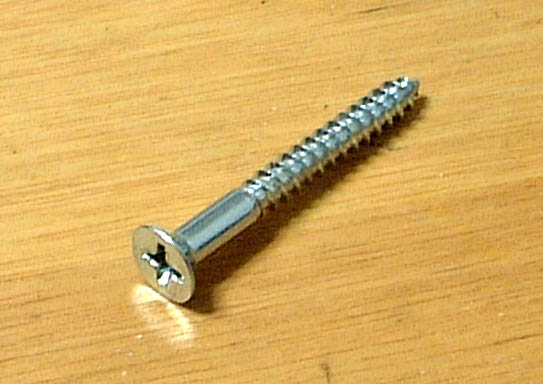
ねじ
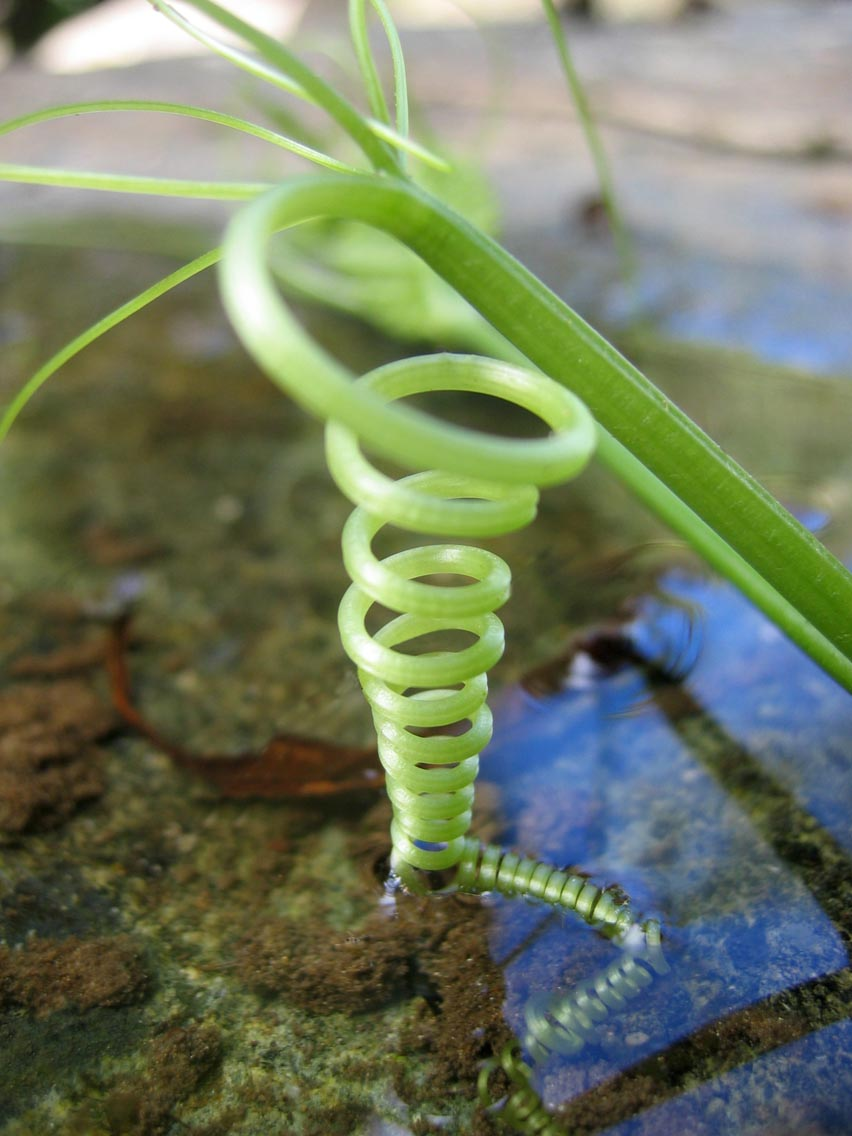
つる植物のつる
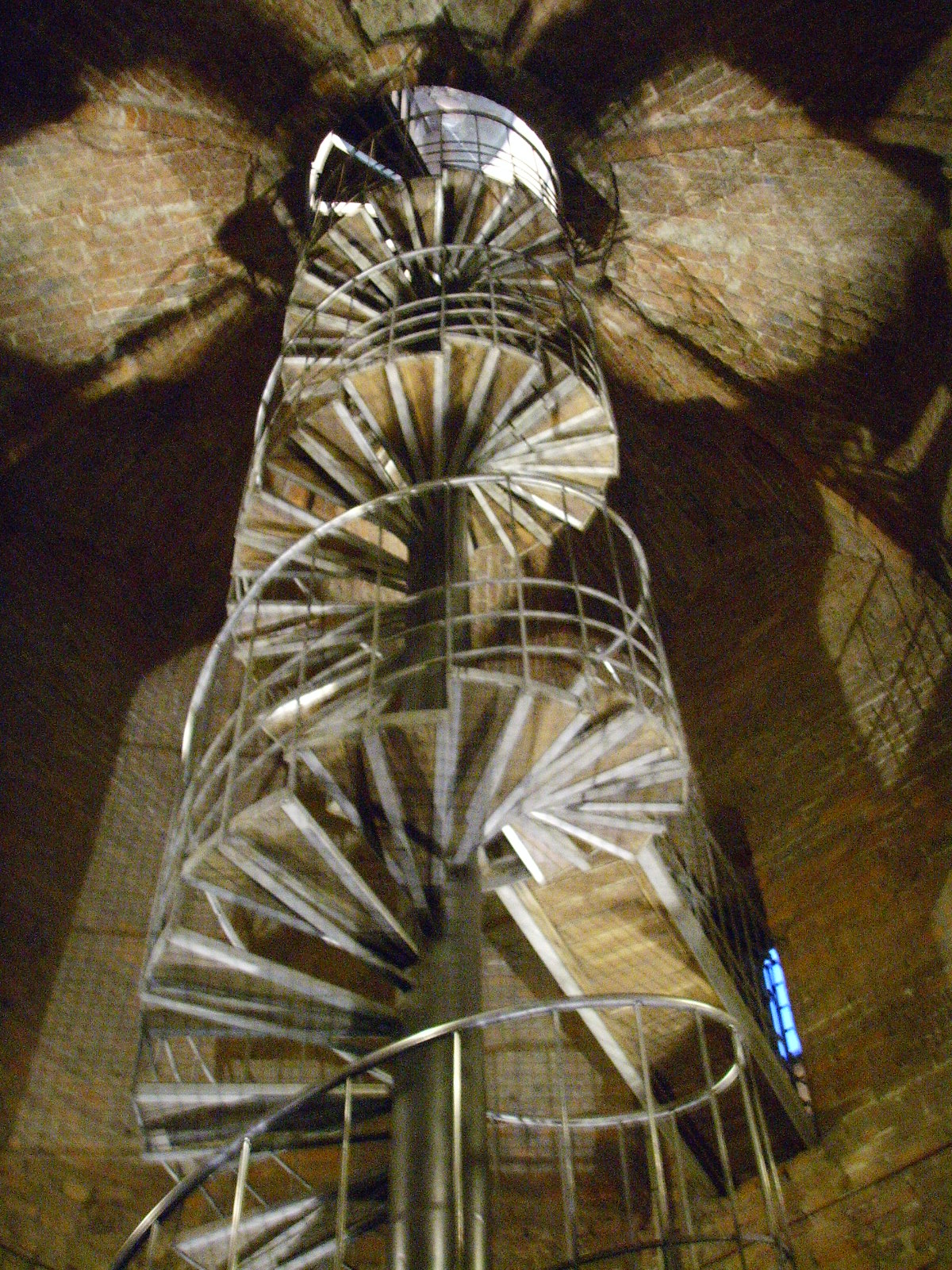
クレモナ塔の螺旋階段
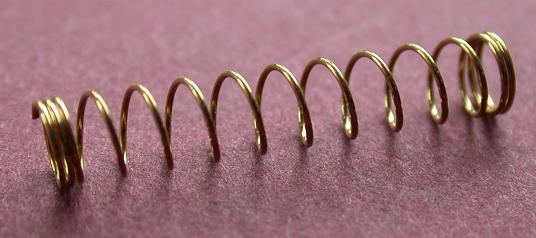
コイルばね
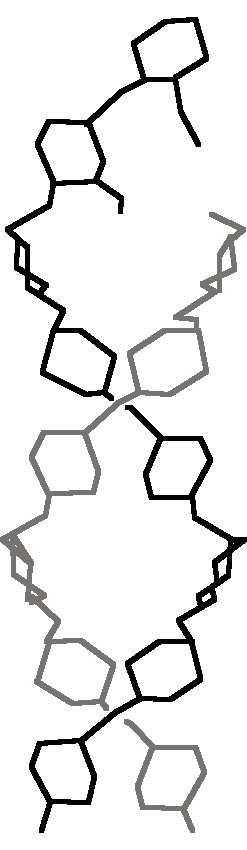
アミロース
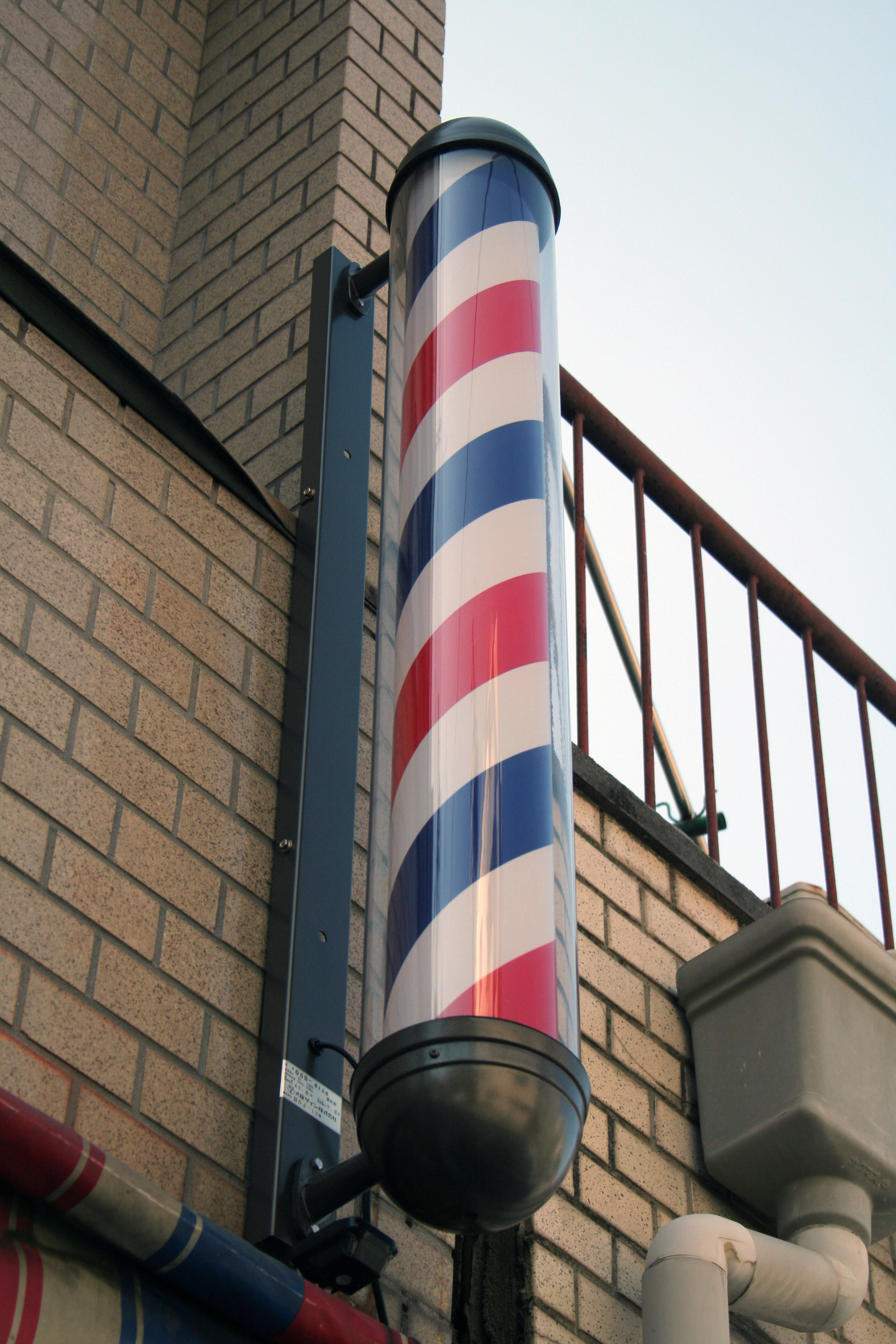
理容店のサイン
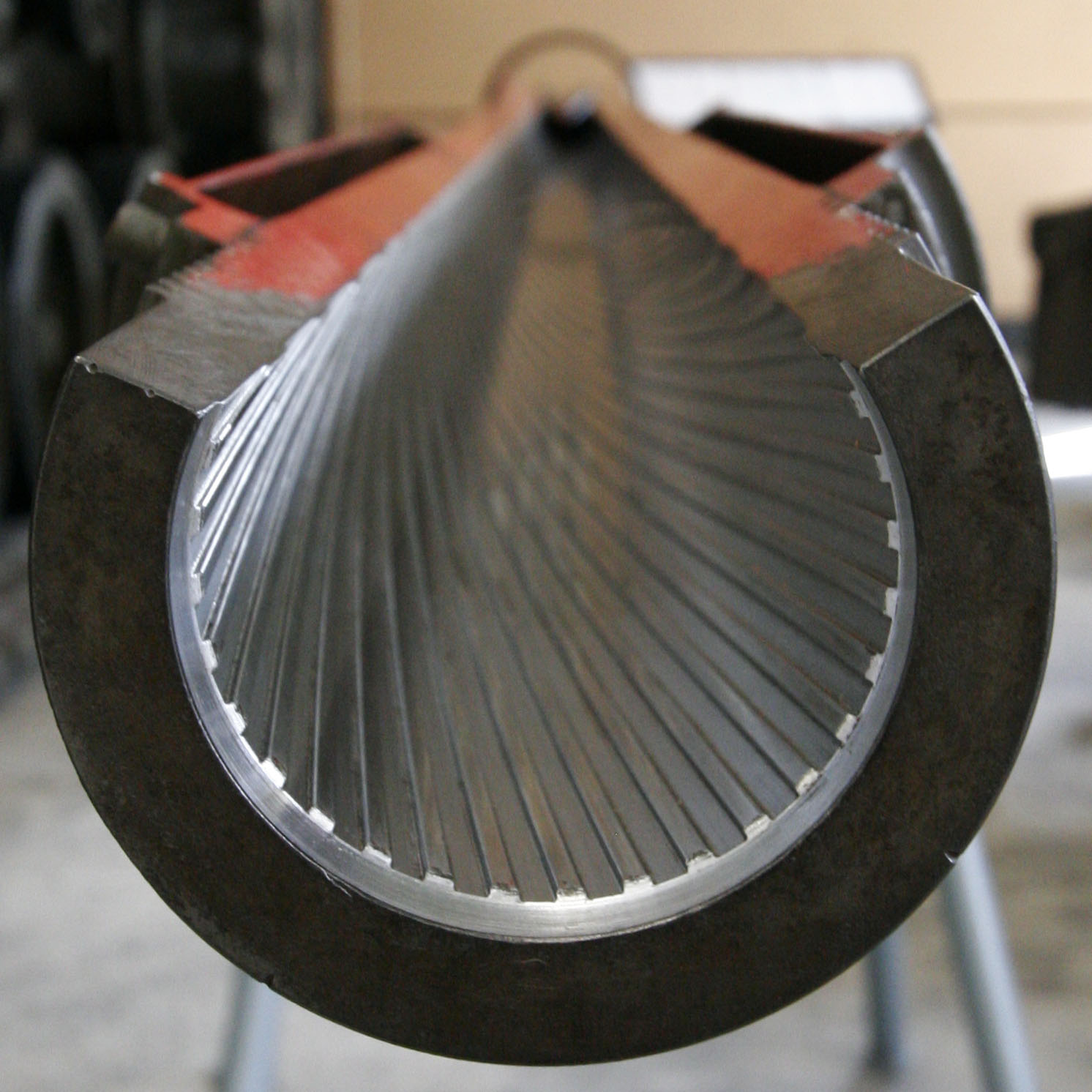
ロイヤル・オードナンス L7 105mm戦車砲のカットモデル。ライフリングが観察できる

## 象徴としての螺旋
螺旋は、運動性や生命力を感じさせる面があるので、芸術作品などにおいては、様々な意味を込めた象徴、シンボルとして用いられることも多く、作品のタイトルとなっている例も多い。
また、基本的には繰り返しの構造でありながら、同じ位置をたどらず、例えば無限に上昇する構造を歴史や生命になぞらえる例もある。
なお、無限上昇のカノンは別名を螺旋カノンと言い、一つの旋律が繰り返す際に少しだけ音程を高くして始まるようになっており、繰り返すにつれてどんどん音程があがってゆくものである。バッハの「音楽の捧げもの」にその例がある。実際には1オクターブ上がったところで終了させるか、そこで元の音に戻って終了させる。
もちろん実際に無限に上昇するのは不可能であるが、同時発音数が非常に多いか、同じ音量の多数の倍音を含む音色を合成できるシンセサイザーなどを使い、旋律の音程があがるにつれて1オクターブ下に新しく旋律を追加しつつ、聴覚における可聴域と最小可聴値を考慮して十分に広い範囲で旋律を演奏すれば、無限上昇を実感できる。
これを使用した、日本で知られた作品には松武秀樹の「謎の無限音階」やその影響による「BGM」収録の「LOOM／来たるべきもの」などがある。現在の機材であれば、例えば携帯電話搭載のFM音源でも可能なものもある。